# Луций Фабий Туск
Луций Фабий Туск (лат. Lucius Fabius Tuscus) — римский политический деятель начала II века.
Туск происходил из испанской провинции Бетика. В 100 году он занимал должность консула-суффекта с Квинтом Акуцием Нервой. Больше о нём ничего неизвестно.